# Шихи Шериф
Шихи Шериф (род. 1951) — алжирский дипломат. Чрезвычайный и полномочный Посол Алжира.

## Биография
Родился в 1951 году в Алжире. В 1976 году окончил дипломатическое отделение Национальной школы администрации. Знает английский и французский языки.
С 1976 по 1979 год был работником Министерства иностранных дел Алжира. С 1980 по 1981 год был главой отдела генерального управления консульств Министерство иностранных дел Алжира. С 1981 по 1984 год работал в должности первого секретаря посольства Алжира в Мозамбике. С 1984 по 1988 год занимал должность советника посольства Алжира в Соединённых Штатах Америки. С 1989 по 1993 год был заместителем начальника управления Министерства иностранных дел Алжира. С 1993 по 1995 год занимал должность советника-посланника при посольстве Алжира в Великобритании. С 1996 по 1997 год работал в должности уполномоченного по вопросам исследования и синтеза при уполномоченном министре по вопросам сотрудничества и в делах стран Магриба.
С 1997 по 2004 год был Чрезвычайным и Полномочным Послом Алжирской Народной Демократической Республики на Украине. Затем занимал должность Чрезвычайного и Полномочного Посла Алжирской Народной Демократической Республики во Вьетнаме.